# 卢戈沃伊 (汉特-曼西自治区)
卢戈沃伊（羅馬化：Lugovoy）是俄罗斯汉特-曼西自治区的市级镇，为该自治区孔达区规模最小的市级镇。地处汉特-曼西自治区南部，位于鄂毕河流域额尔齐斯河一支流孔达河畔，在区行政中心梅日杜列琴斯基北、自治区首府汉特-曼西斯克西南方。附近城市有乌拉伊。
建于1922年。该地2022年人口有1,384人；2010年人口1,756；2002年人口1,956；1989年人口2,575。